# Kronenbourg
Kronenbourg ([kʁɔnɑ̃nbuʁ]) ist die größte französische Brauerei. Sie ist nach ihrem früheren Sitz im Straßburger Stadtteil Cronenbourg benannt; das dortige Stammwerk stellte 2001 die Produktion ein. Gebraut wird jetzt in Obernai. Die Brauerei Kronenbourg hält in Frankreich einen Marktanteil von 30 %.

## Geschichte
Kronenbourg wurde 1664 durch den Straßburger Geronimus Hatt gegründet.
In der Firmengeschichte wurde der Name wegen der teils deutschen, teils französischen Geschichte des Elsass mehrmals geändert (zuerst Brasserie Hatt, dann Tigre Bock, Kronenburg, Cronenbourg, Kronenbourg). 1986 übernahm Kronenbourg die in Frankreich beliebte Lothringer Biermarke Kanterbräu ([kɑ̃tɛʁbʁo]).
Von 2000 bis 2008 war Kronenbourg eine Tochterfirma von Scottish & Newcastle. Seit dem 29. April 2008 ist Kronenbourg nach der Übernahme von Scottish & Newcastle eine Tochterfirma von Carlsberg.

## Marken
- 1664
- 1664 Blanc[2]
- Force 4
- Grimbergen
- Kronenbourg Light
- Kronenbourg
- Tourtel Twist
- Kanterbräu (bis 2023)

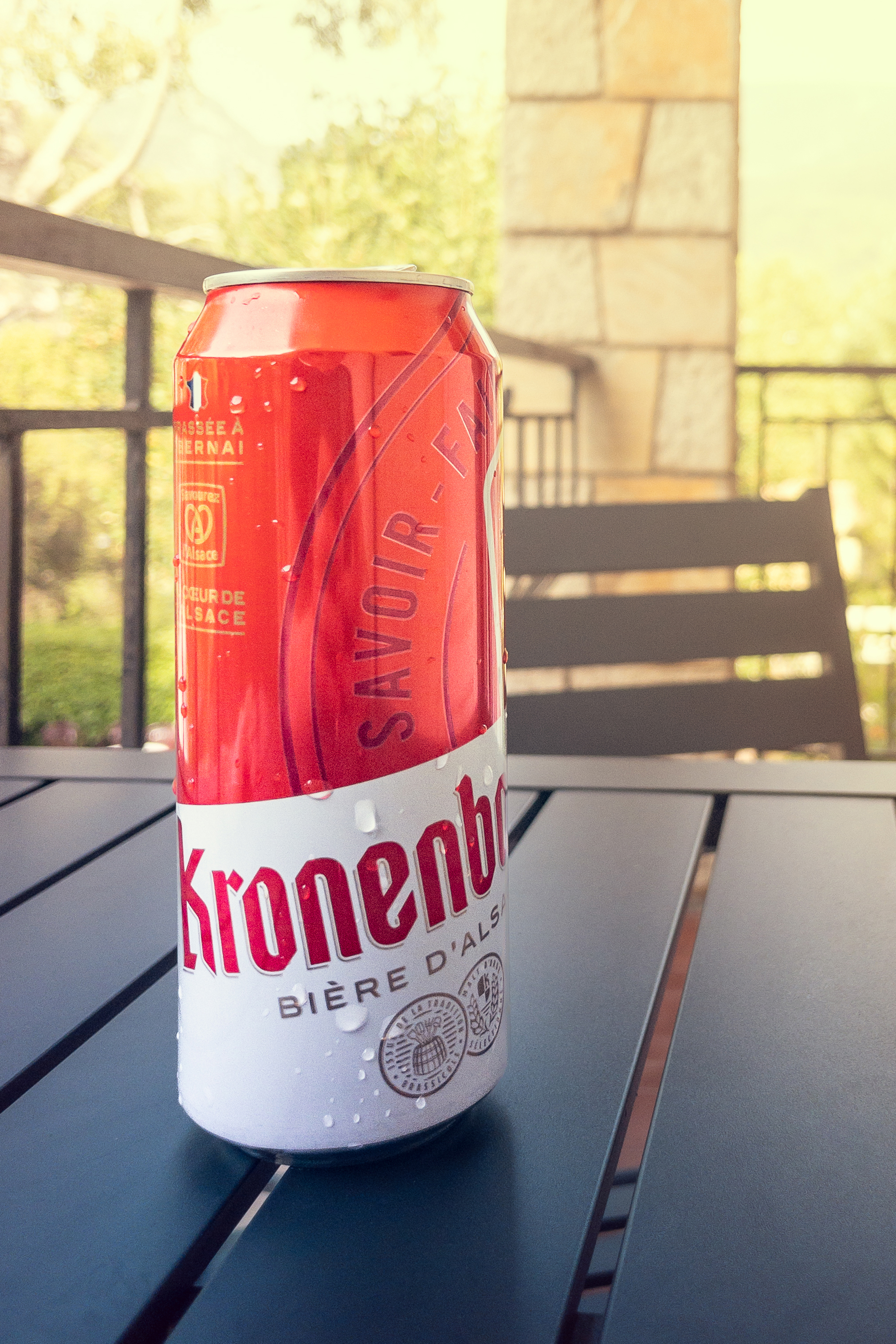
Kronenbourg Dosenbier

In Partnerschaft mit anderen Herstellern werden auch andere Biere wie Carlsberg von Kronenbourg hergestellt.

## Fans
Fans des Kronenbourg-Biers, die das Bier meist einfach nur „Kro“ nennen, haben auch Fangesänge geschrieben, zum Beispiel:

„J’ai deux amours
La Kanterbräu, la Kronenbourg
La Kanterbräu pour faire dodo
La Kronenbourg pour faire l’amour.“